# Atractodes repudiatus
Atractodes repudiatus är en stekelart som beskrevs av Forster 1876. Atractodes repudiatus ingår i släktet Atractodes och familjen brokparasitsteklar. Inga underarter finns listade.